# چاندینا
چاندینا (به لاتین: Chandina) یک منطقهٔ مسکونی در بنگلادش است که در ناحیه کومیلا واقع شده‌است. چاندینا ۲۰۱٫۹۲ کیلومتر مربع مساحت و ۳۵۰٬۲۷۳ نفر جمعیت دارد.